# Анян
Анян (кор. 안양시) — місто в Південній Кореї у провінції Кьонгі.

## Географія
Місто Анян розташоване у центральній частині Кьонгідо, приблизно в 25 км на південь від Сеула та в 44 кілометрах на південний схід від Інчхону.
Місто розташоване в кінці гірського хребта Кванджу, де гірська система в основному розвинена на північно-східному напрямку, а розвиток водної системи нерівномірний, але на північному схилі утворюється відносно глибока долина. Розвиток гірських і водних систем у всьому регіоні загалом нерівномірний, з трьома долинами, розвиненими на схилах у напрямку до Сеула та Аняну. У центрі знаходиться рівнина.

## Промисловість

### Головні галузі міста
Сільське господарство, рибальство та лісне господарство становлять малу частку від економіки міста, загалом майже мільядра вон. Видобувна і оборонна промисловості загалом становлять 23% від ВВП міста. Торгівля та сфера послуг має високу частку у економіці міста - 76,6%. Також завдяки статусу транспортного вузла, в економіці міста важливу роль відіграють такі сектори економіки: будівельна галузь (11,28%), індустрія ділових послуг (10,67%), оптова та роздрібна торгівля (8,48%), а також видавництва, відео та телерадіомовлення і галузь зв'язку та інформаційних послуг (8,23%).

### Комерція

#### Універмаги
- Enter6 Anyang Station Branch (Донган-гу, Манан-гу)
- Lotte Department Store Pyeongchon Branch (Хонь-донг, Донган-гу)
- New Core Outlet Pyeongchon Branch (Хонь-донг, Донган-гу)
- 2001 Outlet

## Культура

### Культурні пам'ятки
- Парк мистецтв Аняну
- Потік Анян
- Центральний парк Пхенчхона
- Захід сонця Мангхаем
- 1-а вулиця Анян
- Священне місце на горі Сурісан (Святий Чой Гьон Хван)
- Культурна вулиця 1-ої
- Міський парк Бьонмокан
- Міст Манан

Також у Аняні проводяться численні культурні заходи, а місто славиться природними пейзажами.

## Транспорт

### Дорога
- Національне шосе № 1
- Національна дорога 47
- Дорога місцевого значення державного значення №57
- Швидкісна автомагістраль Західного узбережжя
- 1-а кільцева швидкісна дорога столичного району
- 2nd Gyeongin Expressway

### Залізниця
| 1 Лінія метрополітену | 4 Лінія метрополітену |
| Станції               | Станції               |
| --------------------- | --------------------- |
| Кімчхон-гу            | Гванчхон-сі           |
| Сеоксу                | Індеквон              |
| Гванак                | Пхьончхон             |
| Анян                  | Беомгьє               |
| Мьєнгочак             | Гунпо-сі              |
| Гунпо-сі              |                       |

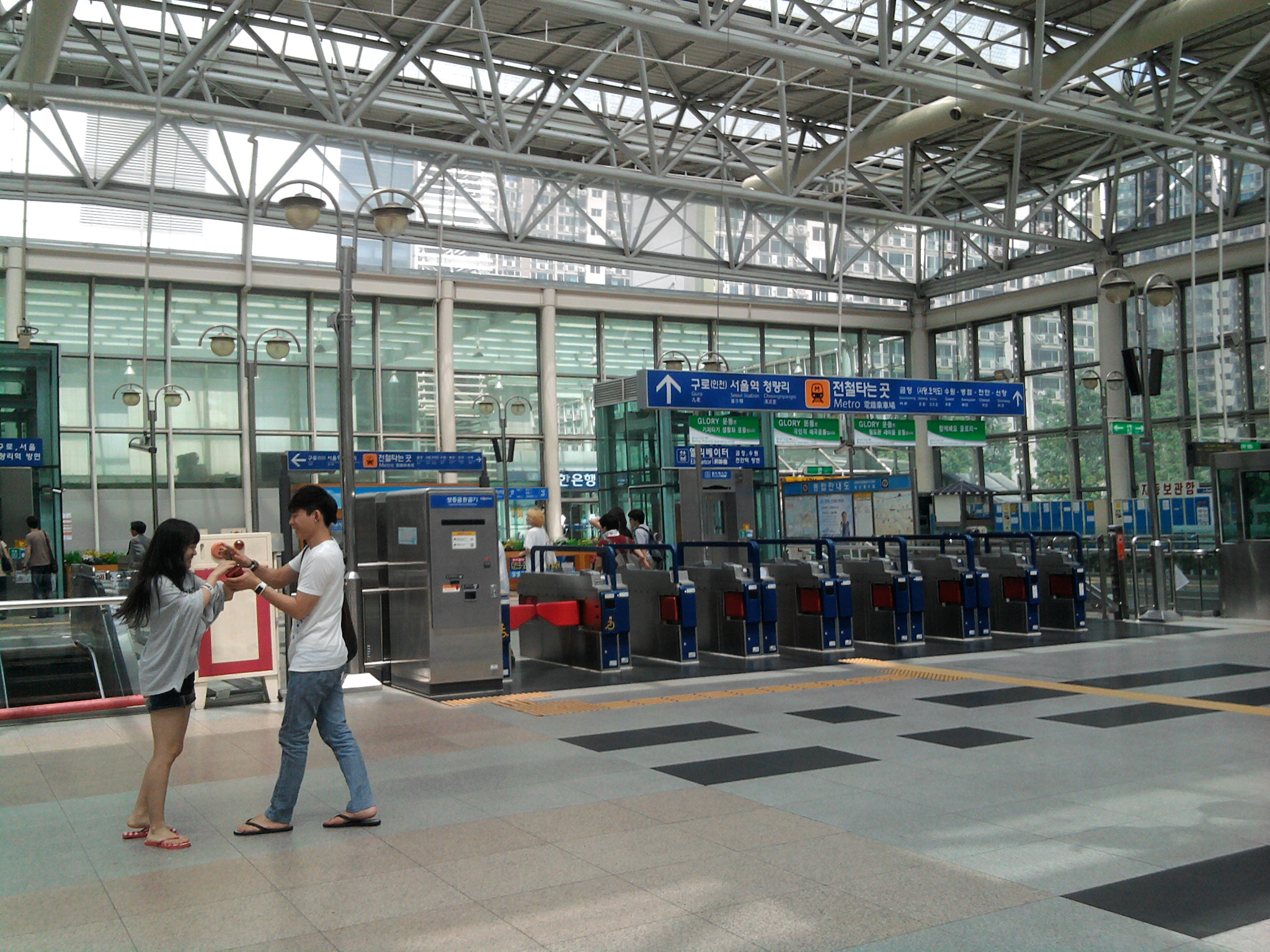
Зала очікування станції Анян

Також через місто проходять залізничні лінії Кьонбу та Гвачхон, а на станціях працює метрополітен Сеулу.